# Чемпіонат Польщі з хокею 1995—1996
Чемпіонат Польщі з хокею 1996 — 61-ий чемпіонат Польщі з хокею, чемпіоном став клуб Подгале (Новий Тарг).

## Фінальний раунд
| М  | Команда              | І  | В  | Н | П  | Ш      | О  |
| -- | -------------------- | -- | -- | - | -- | ------ | -- |
| 1. | Унія (Освенцім)      | 20 | 19 | 0 | 1  | 109:50 | 38 |
| 2. | Подгале (Новий Тарг) | 20 | 16 | 0 | 4  | 114:66 | 32 |
| 3. | ГКС Катовіце         | 20 | 8  | 1 | 11 | 77:73  | 17 |
| 4. | ТТХ Торунь           | 20 | 7  | 1 | 12 | 59:73  | 15 |
| 5. | КХ Сянок             | 20 | 6  | 0 | 14 | 76:105 | 12 |
| 6. | Сосновець            | 20 | 3  | 0 | 17 | 48:116 | 6  |

Скорочення: М = підсумкове місце, І = ігри, В = перемоги, Н = нічиї, П = поразки, Ш = закинуті та пропущені шайби, О = набрані очки

## Кваліфікація
| М   | Команда               | І  | В  | Н | П  | Ш      | О  |
| --- | --------------------- | -- | -- | - | -- | ------ | -- |
| 7.  | Напшуд Янув           | 20 | 16 | 3 | 1  | 122:44 | 35 |
| 8.  | Сточньовець (Гданськ) | 20 | 15 | 1 | 4  | 106:59 | 31 |
| 9.  | ГКС Тихи              | 20 | 11 | 0 | 9  | 87:81  | 22 |
| 10. | Краковія Краків       | 20 | 4  | 4 | 12 | 48:96  | 12 |
| 11. | БТХ «Бидгощ»          | 20 | 5  | 1 | 14 | 60:95  | 11 |
| 12. | Полонія Битом         | 20 | 3  | 3 | 14 | 59:107 | 9  |

Скорочення: М = підсумкове місце, І = ігри, В = перемоги, Н = нічиї, П = поразки, Ш = закинуті та пропущені шайби, О = набрані очки

## Плей-оф

### Перший раунд

#### Чвертьфінали
- ТТХ Торунь — КХ Сянок 2:0 (5:2, 5:4)
- Унія (Освенцім) — ГКС Тихи 2:0 (8:0, 7:3)
- ГКС Катовіце — Напшуд Янув 1:2 (2:3, 3:2, 2:6)
- Подгале (Новий Тарг) — Сточньовець (Гданськ) 2:0 (9:1, 4:2)

#### 9 - 11 місця
- Полонія Битом — БТХ «Бидгощ» 2:0 (5:0 [неявка], 6:3)
- Полонія Битом — Краковія Краків 0:2 (2:5, 3:5)
- Полонія Битом — БТХ «Бидгощ» 1:0 (8:2)

### Другий раунд

#### Півфінали
- Унія (Освенцім) — ТТХ Торунь 3:2 (9:6, 1:6, 3:4 ОТ, 4:3, 7:0)
- Подгале (Новий Тарг) — Напшуд Янув 3:1 (11:3, 5:6, 7:4, 3:1)

#### 5 - 11 місця
- БТХ «Бидгощ» — ГКС Катовіце 0:2 (4:6, 0:6)
- Краковія Краків — ГКС Тихи 2:0 (6:4, 4:2)
- Полонія Битом — Сточньовець (Гданськ) 2:2, 6:3

### Третій раунд

#### Фінал
- Унія (Освенцім) — Подгале (Новий Тарг) 0:3 (1:5, 3:4, 4:7)

#### Матч за 3 місце
- ТТХ Торунь — Напшуд Янув 2:1 (6:2, 3:4 ОТ, 4:1)

#### Матч за 5 місце
- КХ Сянок — ГКС Катовіце 5:3, 3:3

#### Матч за 7 місце
- Сточньовець (Гданськ) — Краковія Краків 4:4, 8:3

#### Матч за 9 місце
- Полонія Битом — ГКС Тихи 5:1, 4:4

## Найкращий гравець
Найкращим гравцем був визнаний Славомир Велох Унія (Освенцім).